# 1995 (album av Guttersnipe)
1995 är det svenska oi!-/streetpunkbandet Guttersnipes debutalbum, utgivet 1995 på den brittiska etiketten Step-1 Music.

## Låtlista
1. "Down the Street"
2. "Living Hell"
3. "New Religion"
4. "It's Up to You"
5. "You Can't Win"
6. "Blood of the Innocent"
7. "Where's the Glory"
8. "Are You a Man"
9. "Hero?"
10. "Behind Closed Doors"
11. "We're Not Scarred"
12. "1995"

### Fotnoter
1. ↑  ”1995”. Discogs.com. http://www.discogs.com/Guttersnipe-1995/release/3288603. Läst 15 april 2012.